# 박유라
박유라(朴柔羅, 1989년 9월 21일~)는 대한민국의 전 아나운서였다.

## 결혼과 가족
박유라는 3살 연상인 한국경제TV 기자 홍헌표와 2018년 10월 13일에 결혼식을 올렸다

## 프로필
- 출생: 1989년 9월 21일
- 학력: 중앙대학교 신문방송학, 영어영문학 학사 (졸업)
- 가족: 배우자 홍헌표, 부모님, 남동생 찬열 (EXO)
- 소속: 없음

## 생애
박유라는 1989년 9월 21일 서울특별시에서 아버지 박성진, 어머니 이영미 사이의 1남 1녀 중 장녀로 태어났다. 가족으로는 남동생인 EXO 멤버 찬열이 있다.
서울 역촌초등학교를 거쳐 중앙중학교와 풍문여자고등학교, 중앙대학교 영어영문학과, 신문방송학과를 졸업했다.
부산MBC에서 근무했으며, 부산 MBC 퇴사 후 현재는
YTN에서 퇴사했다. (YTN 24) 해당 방송사에서는 뉴스 프로그램 <뉴스 인>의 앵커를 맡았다.

## 가족 사항
- 아버지 : 박성진
- 어머니 : 이서윤
- 남동생 : 찬열(가수&EXO멤버)
- 남편 : 홍헌표

## 학력
- 서울역촌초등학교 (졸업)
- 중앙중학교 (졸업)
- 풍문여자고등학교 (졸업)
- 중앙대학교 신문방송학•영어영문학 (졸업)